# Athyrium bucahwangense
Athyrium bucahwangense är en majbräkenväxtart som beskrevs av Ren-Chang Ching. Athyrium bucahwangense ingår i släktet Athyrium och familjen Athyriaceae. Inga underarter finns listade.